# Chiasmopes
Chiasmopes är ett släkte av spindlar. Chiasmopes ingår i familjen vårdnätsspindlar.
Kladogram enligt Catalogue of Life:
| Chiasmopes | \| \| Chiasmopes hystrix \| \| \| \| \| \| Chiasmopes lineatus \| \| \| \| \| \| Chiasmopes namaquensis \| \| \| \| \| \| Chiasmopes signatus \| \| \| \| |
|            | \| \| Chiasmopes hystrix \| \| \| \| \| \| Chiasmopes lineatus \| \| \| \| \| \| Chiasmopes namaquensis \| \| \| \| \| \| Chiasmopes signatus \| \| \| \| |
|            | Chiasmopes hystrix |
|            | |
|            | Chiasmopes lineatus |
|            | |
|            | Chiasmopes namaquensis |
|            | |
|            | Chiasmopes signatus |
|            | |